# Peter Skov-Jensen
Peter Skov-Jensen (født 9. juni 1971) er en tidligere dansk fodboldmålmand, der senest spillede for Køge Boldklub. Han har tidligere spillet i Esbjerg fB, FC Midtjylland, VfL Bochum og Sandefjord Fotball. Han har spillet 4 landskampe for Danmark, bl.a. en kamp mod Tyrkiet i Parken, hvor han var særdeles medvirkende til, at Danmark fik det ene point.
I sommeren 2008 stoppede han sin aktive karriere og blev målmandstræner i BK Avarta. Blev målmandstræner i SC Egedal i 2012 og hans kontrakt løber til sommeren 2014.

## Klubber
- 1976-1997: Esbjerg fB
- 1997-1999: Herning Fremad
- 1999-2005: FC Midtjylland
- 2005-2007: VfL Bochum
- 2007-2007: Sandefjord Fotball
- 2008-2008: Køge Boldklub